# James McNeill
James McNeill (27 de março de 1869 – 12 de dezembro de 1938) foi um politico e diplomata irlandês, que serviu como Alto Conselheiro em Londres e também foi Governor-Geral do Estado Livre Irlandês.